# ズヴォレン - チャタ線
ズヴォレン - チャタ線（スロバキア語: Železničná trať Zvolen – Čata）は、スロバキア国鉄の鉄道線の名称である。路線番号は153。
現在列車が運行されているシャヒ〜チャタ間は1886年に開業した。その後、ズヴォレンまで延伸した。シャヒ〜ズヴォレン間はしばらく運行を休止していたが、2019年1月2日に運行を再開した。

## 運行形態

### 快速「ズリフレニー・ヴラク(Zr)」
- シトゥーロヴォ - チャタ - ズヴォレン　【夏季の休日運行】
季節列車で、夏季の休日に限り一日1往復運行する。チャタ以西は152号線に直通する。途中、シャヒ、ドゥヂンツェ、ドヴォルニーキ、ネムツェ、クルピナ、ドブラー・ニヴァ停留所に停車する。
2022年以前は、ドヴォルニーキ通過、サーサ・プリェショウツェ停車であった他、種別もレギオナルエクスプレス(REX)であった。

### 普通
- チャタ - ズヴォレン
平日は4時間に1本の運行だが、ズヴォレン - クルピナ間には区間運転も多く、区間運転を合わせて平均2時間に1本の運行となっている。休日は本数が少なく、土曜日は早朝にシャヒ→ズヴォレンの列車が一日1本、日曜日は夜間にズヴォレン→シャヒの列車が一日1本運行される。
過去の運行形態
2018年度以前は、チャタ - シャヒ間のみの運行であった。平日は一日5往復、休日は一日3往復の運行であった。早朝の片道1本のみ152号線に直通し、チャタ発シトゥーロヴォ行となっていた。
2019年1月に、シャヒ - ズヴォレン間で運行を開始した。当初はブゾウスカー・レホトカを通過していたが、2019年夏より平日3往復、土曜・休日片道1本に限り停車を開始した。当初は、シャヒ - ドゥヂンツェ間にも区間運転列車が運行していた。またスラチナも通過していた。休日は、シャヒ - ズヴォレンの列車に加え、クルピナ - ズヴォレンも土曜日の北行・日曜日の南行が一日1本ずつ運行していた。
2020年末に、シャヒ - ドゥヂンツェ間の区間運転列車の運行を取りやめた。またブゾウスカー・レホトカは全列車停車となった。
2021年末に、スラチナへの停車を開始した。[2]
2023年度に、シャヒで分断されていた系統を統合し、チャタからズヴォレンまで平日は4時間に1本、一日4往復運行する様になった。一方、シャヒ以南は休日の運行と152号線への直通が取りやめられた。また、休日のクルピナ - ズヴォレンの区間運転が、金曜日の北行、月曜日の南行の運行に変更された。

## 駅一覧
以下では、スロバキア国鉄153号線の駅と営業キロ、停車列車、接続路線などを一覧表で示す。なお、全て各駅停車である。
- 停車駅
  - ■印：全列車停車
  - ●印：一部通過
  - ○印：一部停車
  - ｜印：全列車通過

| 路線名 | 駅名                               | 駅間営業キロ | 累計営業キロ   | 累計営業キロ   | 累計営業キロ        | Os | 接続路線 | 所在地                     | 所在地       |
| ------ | ---------------------------------- | ------------ | -------------- | -------------- | ------------------- | -- | --- | -------------------------- | ------------ |
| 153    | チャタ駅                           | -            | チャタから 0.0 |                |                     | ■  | 152号線（シトゥーロヴォ方面、レヴィツェ方面）                                                                                    | ニトラ県                   | レヴィツェ郡 |
| 153    | ザラバ駅                           | 4.8          | 4.8            |                |                     | ■  | | ニトラ県                   | レヴィツェ郡 |
| 153    | パストヴツェ駅                     | 4.7          | 9.5            |                |                     | ■  | | ニトラ県                   | レヴィツェ郡 |
| 153    | ビェロヴツェ駅                     | 3.5          | 13.0           |                |                     | ■  | | ニトラ県                   | レヴィツェ郡 |
| 153    | イペリスキー・ソコレツ駅           | 4.1          | 17.1           |                |                     | ■  | | ニトラ県                   | レヴィツェ郡 |
| 153    | ヴィシコヴツェ・ナド・イプリョム駅 | 5.6          | 22.7           |                |                     | ■  | | ニトラ県                   | レヴィツェ郡 |
| 153    | シャヒ駅                           | 8.8          | 31.5           | シャヒから 0.0 |                     | ■  | | ニトラ県                   | レヴィツェ郡 |
| 153    | フルコウツェ駅 (*1)                | 5.0          | 36.5           | 5.0            |                     | ■  | | ニトラ県                   | レヴィツェ郡 |
| 153    | トゥパー駅 (*1)                    | 2.7          | 39.2           | 7.7            |                     | ■  | | ニトラ県                   | レヴィツェ郡 |
| 153    | スラチナ駅 (*3)                    | 4.2          | 43.4           | 11.9           |                     | ■  | | ニトラ県                   | レヴィツェ郡 |
| 153    | ドゥヂンカ駅 (*1)                  | 2.3          | 45.7           | 14.2           |                     | ■  | | バンスカー・ビストリツァ県 | クルピナ郡   |
| 153    | テラニ駅 (*1)                      | 1.7          | 47.4           | 15.9           |                     | ■  | | バンスカー・ビストリツァ県 | クルピナ郡   |
| 153    | ドヴォルニーキ駅 (*1)              | 2.8          | 50.2           | 18.7           |                     | ■  | | バンスカー・ビストリツァ県 | クルピナ郡   |
| 153    | ホンチャンスケ・テサーレ駅 (*1)    | 1.3          | 51.5           | 20.0           |                     | ■  | | バンスカー・ビストリツァ県 | クルピナ郡   |
| 153    | ドマニーキ駅 (*1)                  | 7.9          | 59.4           | 27.9           |                     | ■  | | バンスカー・ビストリツァ県 | クルピナ郡   |
| 153    | ホンチャンスケ・ネムツェ駅 (*1)    | 1.9          | 61.3           | 29.8           |                     | ■  | | バンスカー・ビストリツァ県 | クルピナ郡   |
| 153    | デヴィチェ駅(休止中)               |              |                | (34.0)         |                     | ｜ | | バンスカー・ビストリツァ県 | クルピナ郡   |
| 153    | ブゾヴィーク駅 (*1)                | 8.2          | 69.5           | 38.0           |                     | ■  | | バンスカー・ビストリツァ県 | クルピナ郡   |
| 153    | クルピナ駅 (*1)                    | 2.3          | 71.8           | 40.3           | ズヴォレンから 33.8 | ■  | | バンスカー・ビストリツァ県 | クルピナ郡   |
| 153    | クルピナ郊外駅 (*1)                | 1.7          | 73.5           |                | 32.1                | ■  | | バンスカー・ビストリツァ県 | クルピナ郡   |
| 153    | バビナー駅(休止中)                 |              |                |                | (25.4)              | ｜ | | バンスカー・ビストリツァ県 | ズヴォレン郡 |
| 153    | ブゾウスカー・レホトカ駅(*2)       | 10.5         | 84.0           |                | 21.6                | ■  | | バンスカー・ビストリツァ県 | ズヴォレン郡 |
| 153    | サーサ・プリェショヴツェ駅 (*1)    | 2.2          | 86.2           |                | 19.4                | ■  | | バンスカー・ビストリツァ県 | ズヴォレン郡 |
| 153    | ドブラー・ニヴァ停留所 (*1)        | 6.0          | 92.2           |                | 13.4                | ■  | | バンスカー・ビストリツァ県 | ズヴォレン郡 |
| 153    | ドブラー・ニヴァ駅 (*1)            | 1.2          | 93.4           |                | 12.2                | ■  | | バンスカー・ビストリツァ県 | ズヴォレン郡 |
| 153    | ポドザームチョク駅 (*1)            | 2.2          | 95.6           |                | 10.0                | ■  | | バンスカー・ビストリツァ県 | ズヴォレン郡 |
| 153    | ブレジニ駅(休止中)                 |              |                |                | (8.2)               | ｜ | | バンスカー・ビストリツァ県 | ズヴォレン郡 |
| 153    | ズヴォレン駅                       | 9.9          | 105.5          |                | 0.1                 | ■  | 150号線（ブラチスラヴァ方面） 160号線（フィリャーコヴォ方面）、170号線（バンスカー・ビストリツァ方面） 171号線（ヴルートキ方面） | バンスカー・ビストリツァ県 | ズヴォレン郡 |

(*1) 2019年1月2日旅客営業再開。

(*2) 2019年6月10日旅客営業再開。

(*3) 2021年12月12日旅客営業再開。